# Auyan-Tepui
Auyan-Tepui (Sălașul Diavolului) este un platou muntos cu altitudinea de 2.535 m deasupra n.m. situat la sud în Parcul Național Canaima, Venezuela.

## Așezare

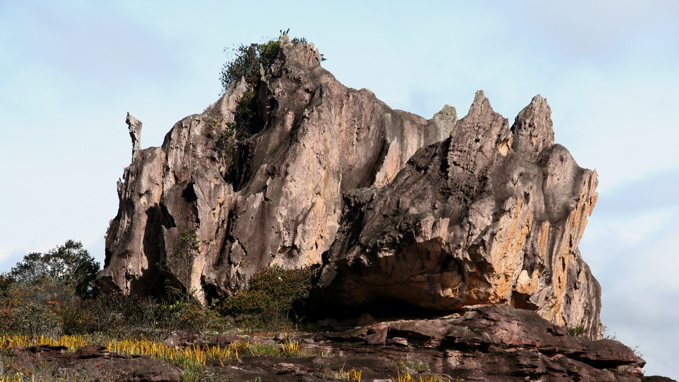
Formațiune stâncoasă pe Auyan-Tepui

In pampasul din sud-estul Venezuelei se află  în Gran Sabana 97 de Tepui (Platouri de stâncoase) cel mai mare fiind Auyan-Tepui care se ridică cu ca. 1000 de m deasupra pădurilor tropicale și se întinde pe suprafața de  700 km².  Altitudinea maximă a platoului atinge înălțimea de 2.535 m, masivul apare ca un labirint  stâncos cu canioane, turnuri și crăpături adânci în gresii silicioase, aceasta fiind roca de bază din care este format masivul. In partea de est curge „Rio Churún” pe cursul lui fiind Cascada Angel, cascada cea mai înaltă din lume.